# Leichtathletik-Weltmeisterschaften 2009/Hammerwurf der Frauen

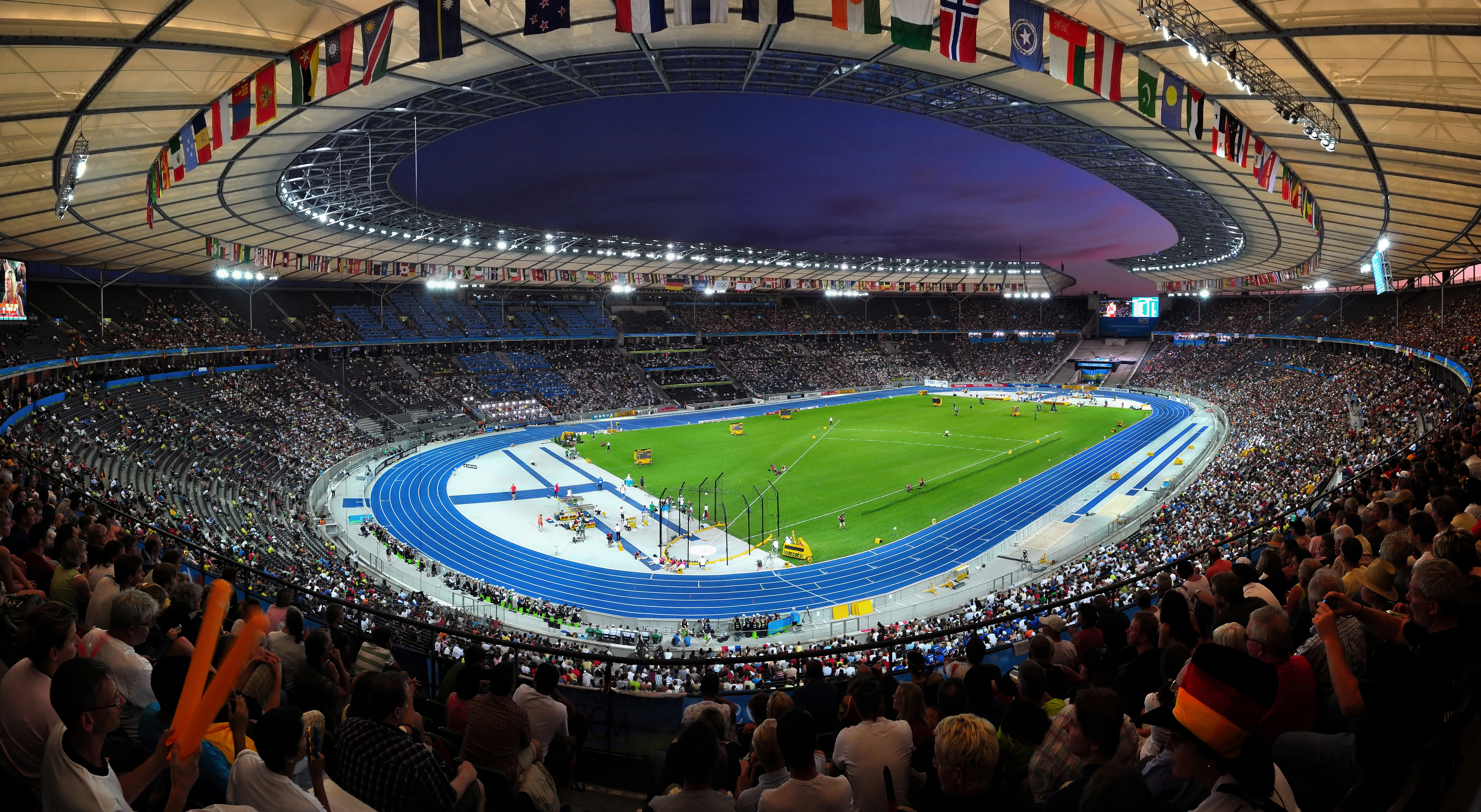
Das Berliner Olympiastadion während der Leichtathletik-Weltmeisterschaften

Der Hammerwurf der Frauen bei den Leichtathletik-Weltmeisterschaften 2009 wurde am 20. und 22. August 2009 im Olympiastadion der deutschen Hauptstadt Berlin ausgetragen.
Die Polin Anita Włodarczyk kam als Weltmeisterin zu ihrem ersten großen internationalen Titel, dem noch viele weitere folgen sollten. Mit ihrem Siegeswurf von 77,96 m stellte sie einen neuen Weltrekord auf. Zweite wurde die deutsche Titelverteidigerin Betty Heidler. Bronze ging an die Slowakin Martina Hrašnová.

## Rekorde

### Bestehende Rekorde
| Weltrekord               | 77,80 m | Tatjana Lyssenko | Tallinn, Estland            | 15. August 2006 |
| Weltmeisterschaftsrekord | 75,20 m | Mihaela Melinte  | WM 1999 in Sevilla, Spanien | 21. August 1999 |

### Rekordverbesserung
Der bestehende WM-Rekord wurde bei diesen Weltmeisterschaften zweimal verbessert.
- 75,27 m – Betty Heidler (Deutschland), Qualifikation, Gruppe A am 20. August
- 77,96 m – Anita Włodarczyk (Polen), Finale am 22. August

Weltmeisterin Anita Wlodarczyk stellte mit ihrem Siegeswurf von 77,96 m gleichzeitig einen neuen Weltrekord auf.
Darüber hinaus gab es einen Landesrekord:
- 77,12 m – Betty Heidler (Deutschland), Finale am 22. August

## Doping
Der Hammerwurf-Wettbewerb war von drei Dopingfällen überschattet. Betroffen waren jeweils in der Qualifikation ausgeschiedene Athletinnen:
- Aksana Mjankowa, Belarus – Nachtests ihrer Proben von den Olympischen Spielen 2008 und 2012 enthielten Stanozolol und Oxandrolon. Ihre Resultate dieser Veranstaltungen wurden wie bei den meisten anderen der betroffenen Athleten annulliert, ebenso ihr Ergebnis von diesen Weltmeisterschaften.[2]
- Darja Ptschelnik, Belarus – In Nachtests ihrer Proben von den Olympischen Spielen 2008 wurde Stanozolol nachgewiesen. Ihr Ergebnis von 2008 wurde wie bei den meisten anderen der betroffenen Athleten annulliert, ebenso ihr Resultat von diesen Weltmeisterschaften.[3]
- Zalina Marghieva, Republik Moldau – Eine positive Dopingprobe führte zur Streichung der Athletin aus der Mannschaft der Republik Moldau für die Olympischen Spiele 2012. Ihr Resultat von diesen Weltmeisterschaften wurde im Zuge der sich daraus ergebenden Konsequenzen gestrichen.[4]

## Legende
Kurze Übersicht zur Bedeutung der Symbolik – so üblicherweise auch in sonstigen Veröffentlichungen verwendet:
| – | verzichtet                            |
| x | ungültig                              |
| r | Wettkampf nicht fortgesetzt (retired) |

## Qualifikation
41 Teilnehmerinnen traten in zwei Gruppen zur Qualifikationsrunde an. Die Qualifikationsweite für den direkten Finaleinzug betrug 72,00 m. Vier Athletinnen übertrafen diese Marke (hellblau unterlegt). Das Finalfeld wurde mit den acht nächstplatzierten Sportlerinnen auf zwölf Werferinnen aufgefüllt (hellgrün unterlegt). So mussten schließlich 70,01 m für die Finalteilnahme erbracht werden.

### Gruppe A

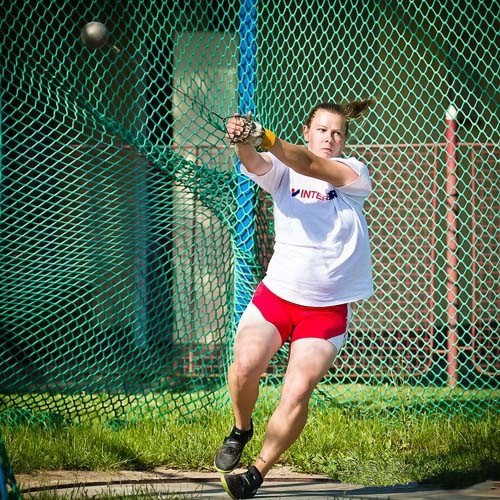
Éva Orbán – ausgeschieden als Neunte mit 69,39 m

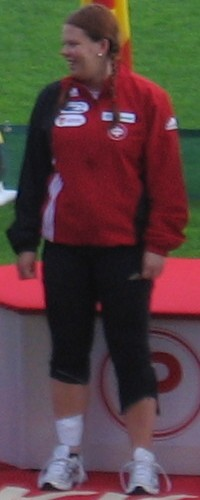
Merja Korpela – ausgeschieden als Elfte mit 68,34 m

20. August 2009, 14:15 Uhr
| Platz | Name                  | Nation        | Resultat (m) | 1. Versuch (m) | 2. Versuch (m) | 3. Versuch (m) |
| 1     | Betty Heidler         | Deutschland   | 75,27 CR     | 75,27          | –              | –              |
| 2     | Anita Włodarczyk      | Polen         | 74,54        | 74,54          | –              | –              |
| 3     | Jessica Cosby         | USA           | 72,21        | 72,21          | –              | –              |
| 4     | Stéphanie Falzon      | Frankreich    | 71,54        | 70,35          | x              | 71,54          |
| 5     | Jennifer Dahlgren     | Argentinien   | 68,90        | 68,90          | 65,42          | 64,56          |
| 6     | Silvia Salis          | Italien       | 68,55        | 68,55          | 67,46          | 64,36          |
| 7     | Bianca Perie          | Rumänien      | 68,47        | 67,74          | 68,47          | 62,67          |
| 8     | Stiliani Papadopoulou | Griechenland  | 67,33        | x              | 67,33          | x              |
| 9     | Berta Castells        | Spanien       | 67,32        | 67,32          | x              | x              |
| 10    | Jennifer Joyce        | Kanada        | 67,07        | x              | 66,59          | 67,07          |
| 11    | Andrea Bunjes         | Deutschland   | 67,01        | 67,01          | x              | r              |
| 12    | Iryna Sekatschowa     | Ukraine       | 66,69        | x              | 66,69          | 66,26          |
| 13    | Johana Moreno         | Kolumbien     | 65,05        | 65,05          | 64,35          | x              |
| 14    | Marina Marghieva      | Moldau        | 64,83        | x              | x              | 64,83          |
| 15    | Eileen O’Keeffe       | Irland        | 63,20        | 63,20          | x              | x              |
| 16    | Lenka Ledvinová       | Tschechien    | 62,92        | 62,92          | x              | 58,72          |
| 17    | Vânia Silva           | Portugal      | 62,86        | 62,66          | 62,86          | 62,67          |
| 18    | Florence Ezeh         | Togo          | 59,76        | 59,76          | 59,61          | 58,34          |
| 19    | Galina Mitjajewa      | Tadschikistan | 56,31        | x              | 56,31          | x              |
| NM    | Paraskevi Theodorou   | Zypern        | ogV          | x              | x              | x              |
| DOP   | Aksana Mjankowa       | Belarus       | 69,58        | x              | 67,47          | 69,58          |

In Qualifikationsgruppe A ausgeschiedene Hammerwerferinnen:

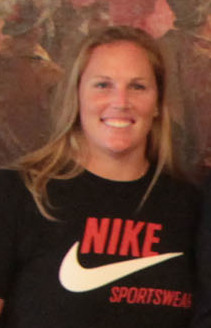
Jennifer Dahlgren Rang fünf mit 68,90 m
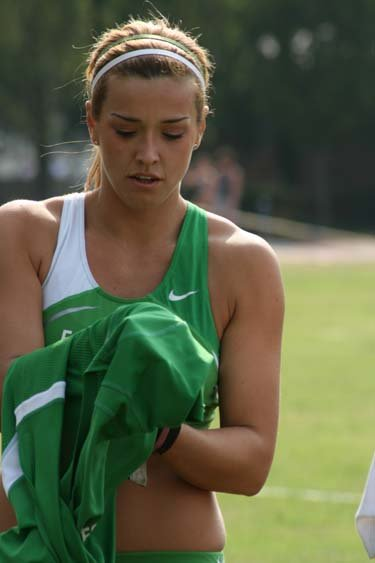
Silvia Salis Rang sechs mit 68,55 m
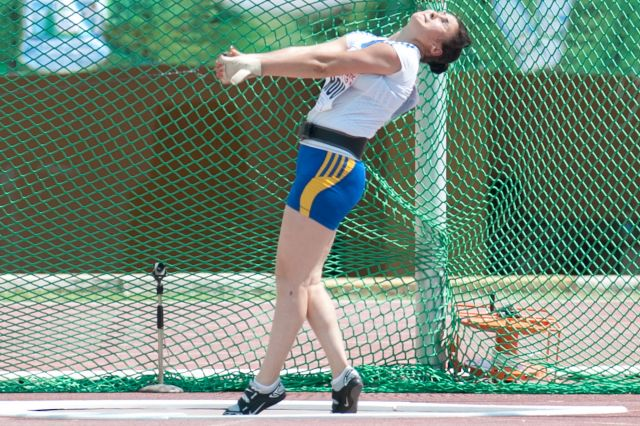
Bianca Perie Rang sieben mit 68,47 m
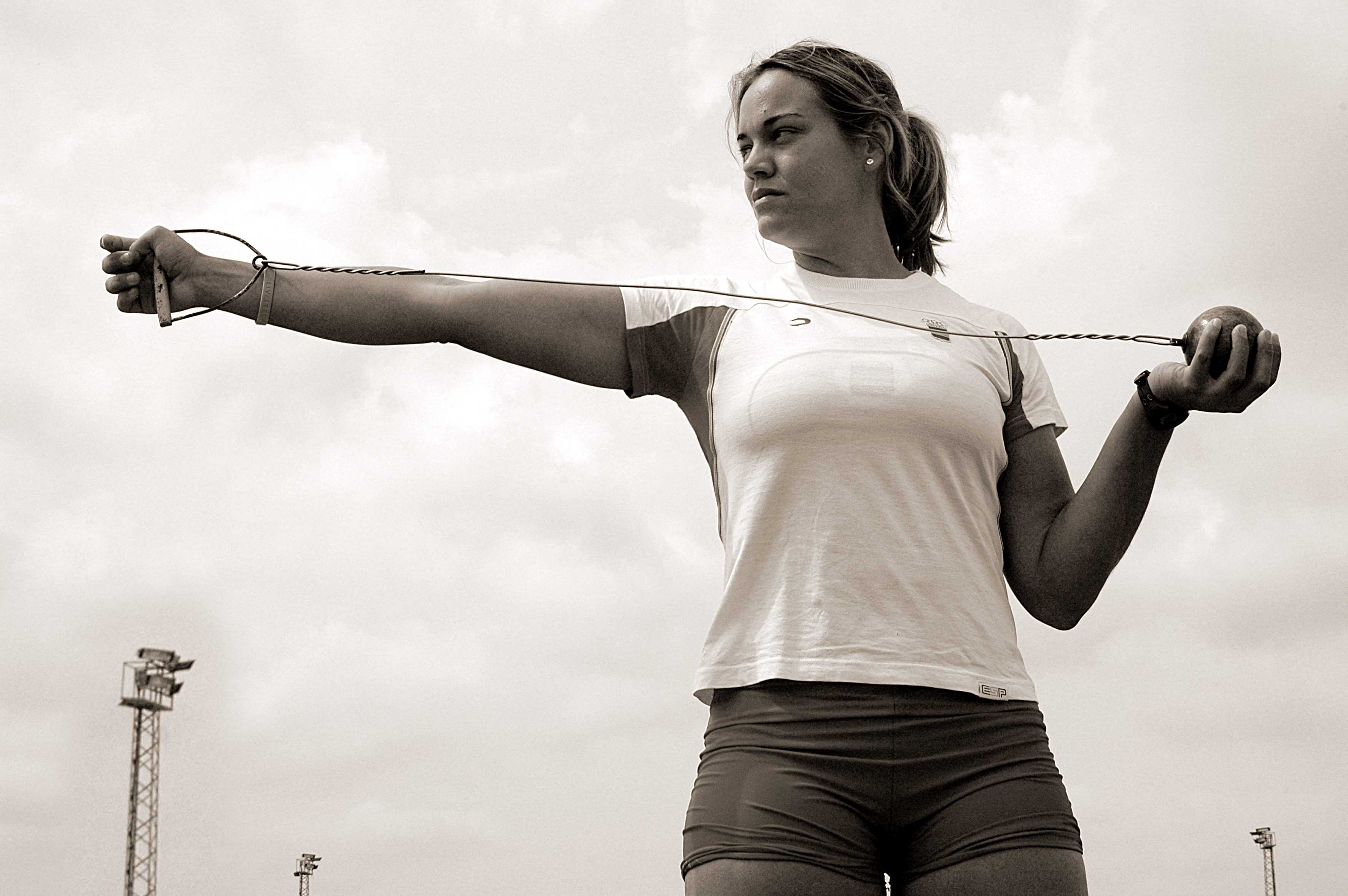
Berta Castells Rang neun mit 67,32 m

### Gruppe B
20. August 2009, 15:30 Uhr
| Platz | Name                   | Nation              | Resultat (m) | 1. Versuch (m) | 2. Versuch (m) | 3. Versuch (m) |
| 1     | Zhang Wenxiu           | Volksrepublik China | 72,72        | 72,72          | –              | –              |
| 2     | Tatjana Lyssenko       | Russland            | 71,73        | 70,16          | x              | 71,73          |
| 3     | Martina Hrašnová       | Slowakei            | 71,50        | x              | 70,97          | 71,50          |
| 4     | Sultana Frizell        | Kanada              | 70,98        | 67,53          | 70,98          | 69,33          |
| 5     | Manuela Montebrun      | Frankreich          | 70,66        | 68,65          | 61,49          | 70,66          |
| 6     | Amber Campbell         | USA                 | 70,54        | 68,48          | 70,54          | 69,95          |
| 7     | Kathrin Klaas          | Deutschland         | 70,53        | 70,53          | 68,82          | x              |
| 8     | Clarissa Claretti      | Italien             | 70,01        | 68,99          | 69,93          | 70,01          |
| 9     | Éva Orbán              | Ungarn              | 69,39        | 67,57          | 67,57          | 69,39          |
| 10    | Arasay Thondike        | Kuba                | 68,97        | x              | x              | 68,97          |
| 11    | Merja Korpela          | Finnland            | 68,34        | 66,89          | 68,34          | 68,02          |
| 12    | Erin Gilreath          | USA                 | 66,72        | 65,64          | 66,72          | 66,25          |
| 13    | Alexándra Papayeoryíou | Griechenland        | 66,33        | 66,33          | x              | 62,78          |
| 14    | Natalija Solotuchina   | Ukraine             | 65,95        | 65,95          | 64,88          | 65,71          |
| 15    | Rosa Rodríguez         | Venezuela           | 65,88        | 65,88          | 65,39          | 60,27          |
| 16    | Iryna Nowoschylowa     | Ukraine             | 64,90        | 62,98          | x              | 64,90          |
| 17    | Cecilia Nilsson        | Schweden            | 63,77        | 61.00          | 63,77          | 63,31          |
| NM    | Zoe Derham             | Großbritannien      | ogV          | x              | x              | x              |
| DOP   | Darja Ptschelnik       | Belarus             | 69,30        | 69,14          | 67,61          | 69,30          |
| DOP   | Zalina Marghieva       | Moldau              | 66,70        | 66,70          | x              | 62,56          |

## Finale
22. August 2009, 19:30 Uhr
Titelverteidigerin Betty Heidler hatte in der Qualifikation mit 75,27 m einen neuen Meisterschaftsrekord aufgestellt und ging auch im Finale nach dem ersten Versuch in Führung. Im zweiten Durchgang konterte Anita Włodarczyk mit der neuen Weltrekordweite von 77,96 m. Beim Jubel über diesen Wurf verletzte sie sich am Sprunggelenk und setzte die nächsten drei Versuche aus. Kathrin Klaas rückte mit einer persönlichen Bestleistung im dritten Versuch zwischenzeitlich auf den dritten Rang vor, von dem sie Martina Hrašnová allerdings im fünften Durchgang noch verdrängen konnte. Im letzten Versuch verbesserte Heidler ihren eigenen deutschen Rekord um 67 Zentimeter, konnte jedoch Włodarczyk den Sieg nicht mehr nehmen. Die entthronte Weltrekordhalterin Tatjana Lyssenko kam nach einer kurz zuvor abgelaufenen zweijährigen Dopingsperre nicht über den sechsten Platz hinaus. Die hier noch als aktuelle Olympiasiegerin angetretene Aksana Mjankowa, die diesen Titel nach Aufdeckung ihres Dopingbetrugs (siehe unten) wieder abgeben musste, schied bereits in der Qualifikation aus. Auch dieses Resultat wurde später wegen Dopingvergehens annulliert.
| Platz | Name              | Nation              | Resultat (m) | 1. Versuch (m) | 2. Versuch (m) | 3. Versuch (m) | 4. Versuch (m)                              | 5. Versuch (m)                              | 6. Versuch (m)                              |
| 1     | Anita Włodarczyk  | Polen               | 77,96 WR     | 74,86          | 77,96          | –              | –                                           | –                                           | x                                           |
| 2     | Betty Heidler     | Deutschland         | 77,12 DR     | 75,10          | 75,38          | 75,73          | 73,45                                       | 76,44                                       | 77,12                                       |
| 3     | Martina Hrašnová  | Slowakei            | 74,79        | 67,84          | 72,72          | 73,07          | 69,50                                       | 74,79                                       | 65,65                                       |
| 4     | Kathrin Klaas     | Deutschland         | 74,23        | 72,02          | x              | 74,23          | 66,28                                       | x                                           | x                                           |
| 5     | Zhang Wenxiu      | Volksrepublik China | 72,57        | 69,42          | 72,57          | x              | 71,80                                       | 70,83                                       | 71,03                                       |
| 6     | Tatjana Lyssenko  | Russland            | 72,22        | 72,22          | x              | 71,36          | x                                           | 71,51                                       | 70,16                                       |
| 7     | Jessica Cosby     | USA                 | 72,17        | x              | 72,17          | 69,94          | 68,10                                       | x                                           | 71,35                                       |
| 8     | Clarissa Claretti | Italien             | 71,56        | 71,56          | 69,42          | 70,97          | 70,91                                       | 70,24                                       | x                                           |
| 9     | Stéphanie Falzon  | Frankreich          | 71,40        | 71,40          | 70,80          | x              | nicht im Finale der besten acht Werferinnen | nicht im Finale der besten acht Werferinnen | nicht im Finale der besten acht Werferinnen |
| 10    | Sultana Frizell   | Kanada              | 70,88        | 69,63          | 70,88          | 68,47          | nicht im Finale der besten acht Werferinnen | nicht im Finale der besten acht Werferinnen | nicht im Finale der besten acht Werferinnen |
| 11    | Amber Campbell    | USA                 | 70,08        | 64,62          | 70,08          | x              | nicht im Finale der besten acht Werferinnen | nicht im Finale der besten acht Werferinnen | nicht im Finale der besten acht Werferinnen |
| 12    | Manuela Montebrun | Frankreich          | 69,92        | x              | 69,92          | 69,75          | nicht im Finale der besten acht Werferinnen | nicht im Finale der besten acht Werferinnen | nicht im Finale der besten acht Werferinnen |

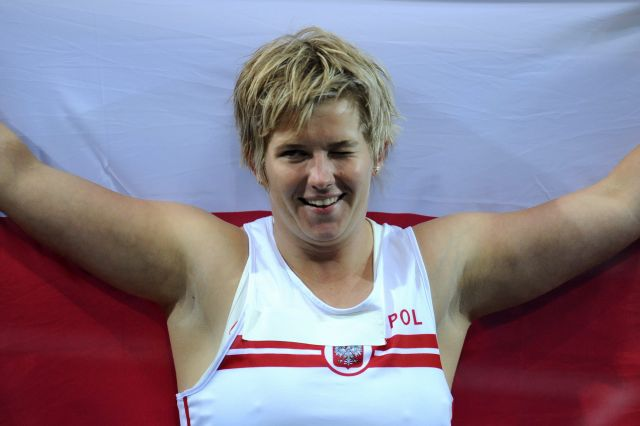
Erster WM-Titel und Weltrekord für Anita Włodarczyk
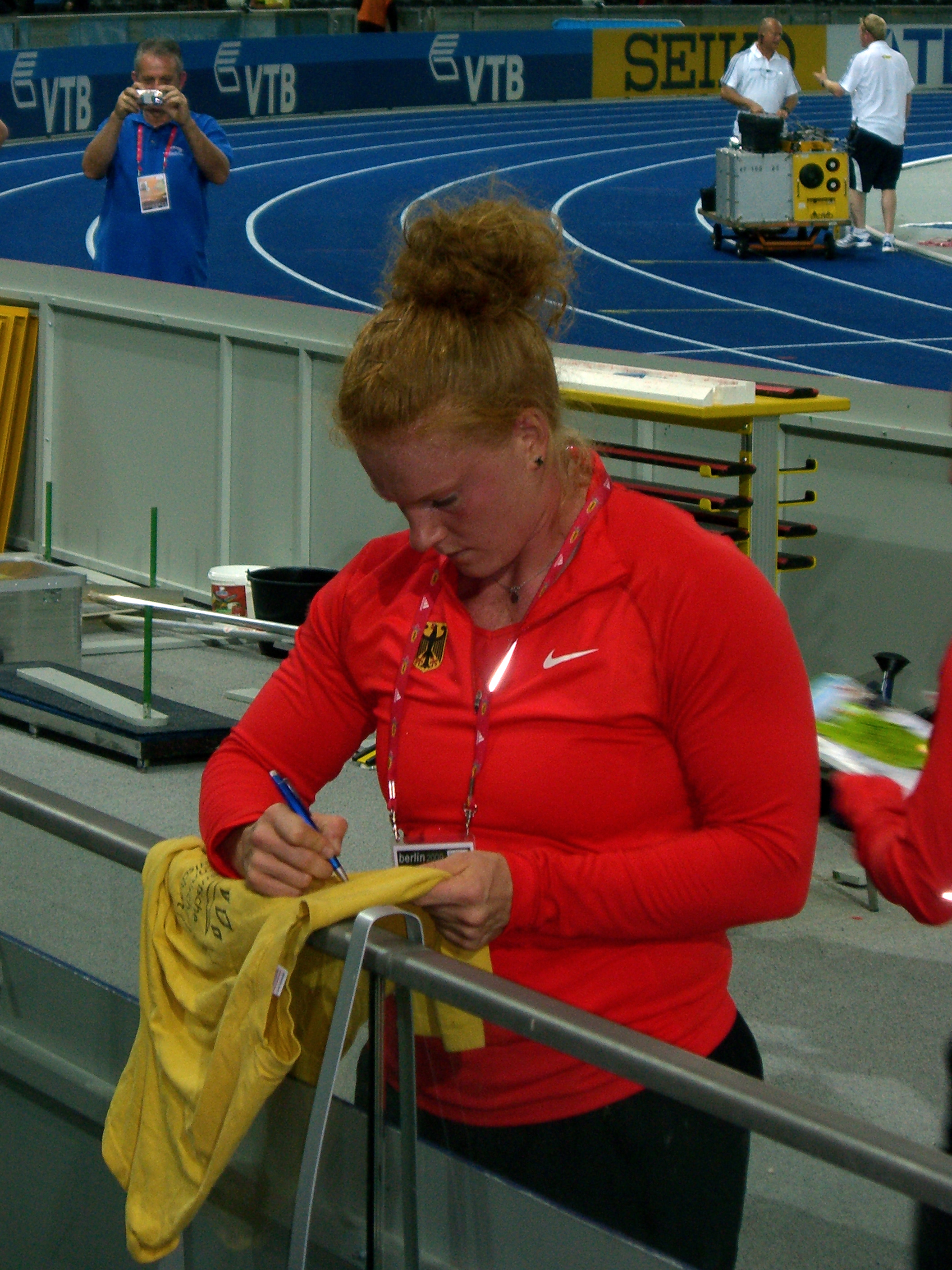
Nach WM-Gold 2007 nun Silber für Betty Heidler mit neuem deutschen Rekord
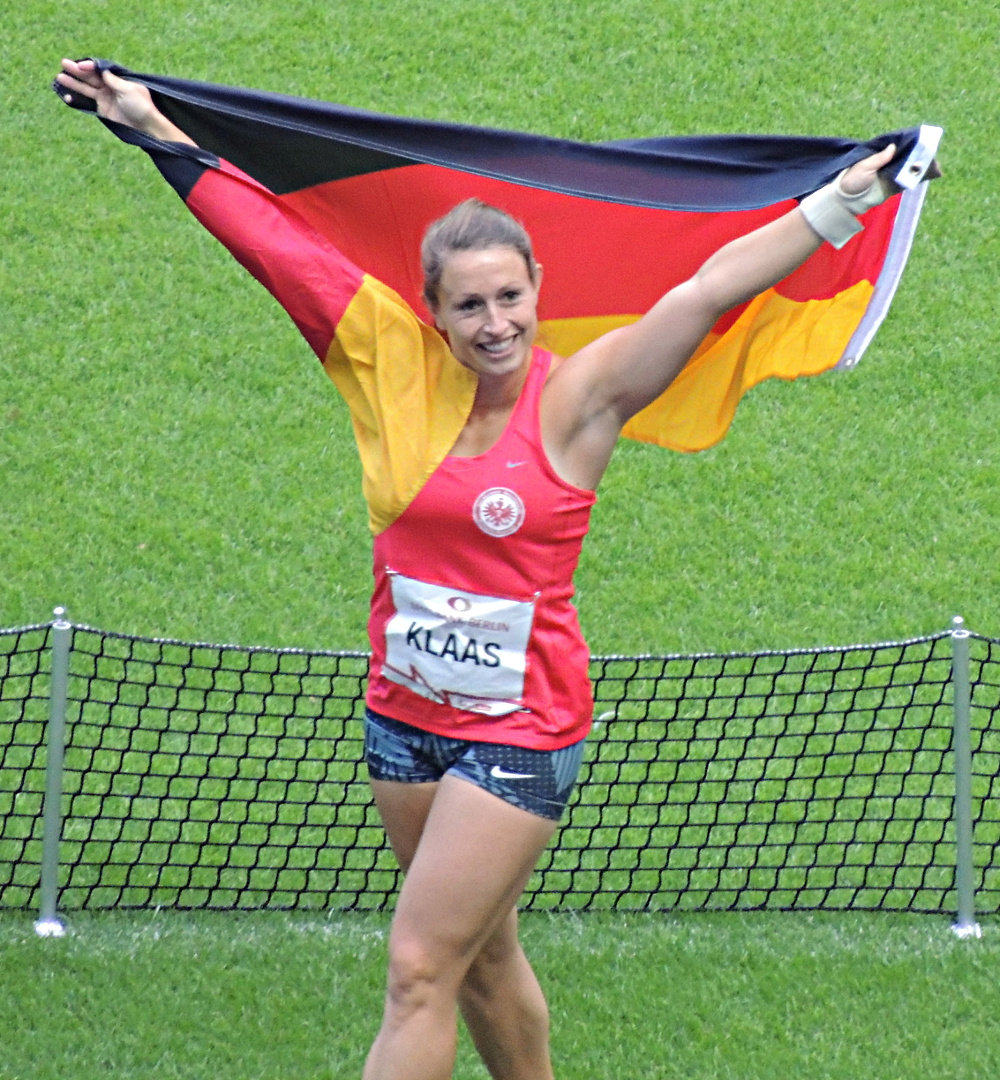
Die viertplatzierte Kathrin Klaas
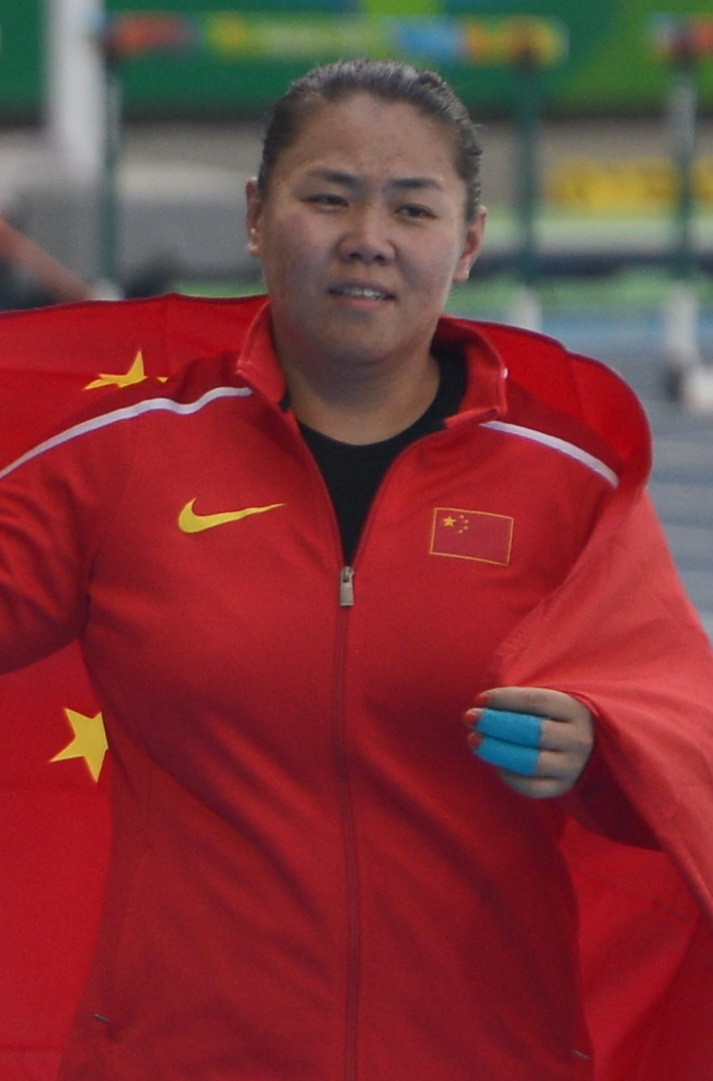
Zhang Wenxiu, 2007 WM-Dritte, belegte Rang fünf
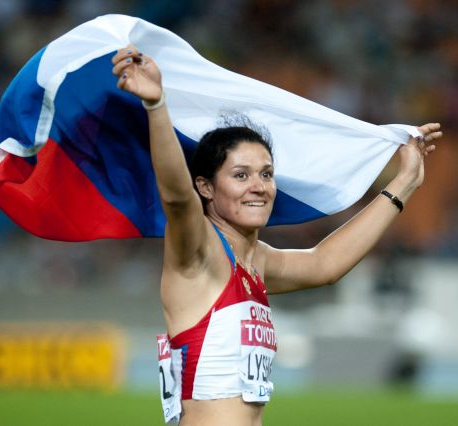
Tatjana Lyssenko kam auf den sechsten Platz
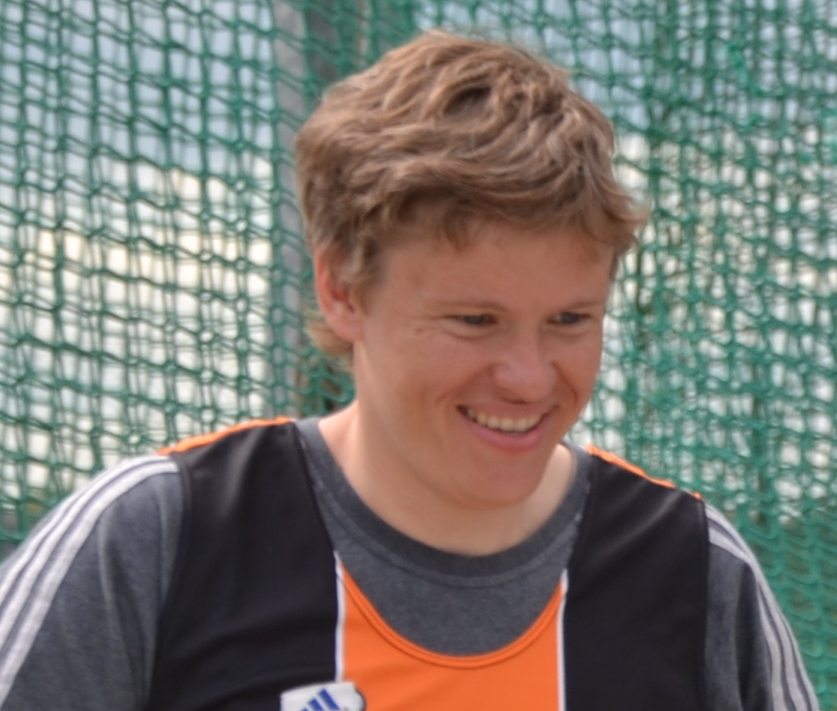
Manuela Montebrun, vorher viermal Bronze (OS 2008, WM 2003, WM 2005, EM 2002), erreichte Platz zwölf

## Video
- Uncut - Hammer Throw Women Final Berlin 2009, youtube.com, abgerufen am 12. Dezember 2020